# 小行星3288
小行星3288（英語：3288 Seleucus）是一颗围绕太阳公转的小行星。1982年2月28日，H.-E. Schuster在拉西拉天文台发现了此天体。
这颗小行星的绝对星等为349.2439477097761等。